# Batushka
Batushka или Батюшка — польская блэк-метал-группа, основанная в 2015 году. Является проектом Кшиштофа Драбиковского (пол. Krzysztof «Христофор» Drabikowski).
Участниками концертных выступлений также являлись Бартоломей Крысюк, Яцек Лазаров, Артур Грассманн.

## История
Группа была основана в Белостоке весной 2015 года мультиинструменталистом Кшиштофом «Дерфом» Драбиковским в его домашней студии Sphieratz Productions в Соболево, ему пришла в голову идея объединить блэк-метал и традиционные молитвы Православной Церкви после прочтения комментариев к видео на YouTube, в которых говорится, что «Божьи гимны более металлические, чем любая сатанинская блэк-метал музыка». В течение первого квартала 2015 года Драбиковский продолжал сочинять и записывать музыку, писать тексты песен, рисовать обложки для альбома и самостоятельно создавать общую концепцию группы, пока не решил привлечь Мартина Белемюка для перезаписи партий ударных в акустической перкуссии. Драбиковский первоначально пригласил своего друга и бывшего товарища по группе Heuresis Леха исполнить вокальные партии, но он отказался от проекта, потому что не знал старославянский язык. В июле 2015 года, прежде чем добавить последние штрихи к альбому, Драбиковский нанял вокалиста Hermh Бартоломея Крысюка для записи вокала. Альбом был завершен в последующие месяцы, и Драбиковский убедил Крысюка и Белемюка сделать Batushka анонимным проектом, по словам Драбиковского, это было сделано для того, чтобы слушатели сосредоточились на музыке, как таковой, и в течение следующего года состав группы оставался неизвестным для публики и начал использовать псевдонимы, чтобы еще больше скрыть свою личность.
В 2015 году на лейбле Witching Hour Productions был выпущен семидюймовый сингл «Yekteníya VII», но никакого особого внимания пластинка не привлекла. А в декабре 2015 года группа выпустила на том же лейбле дебютный полноформатный альбом «Litourgiya», который вызвал множество дискуссий у поклонников блэк-метал музыки. Альбом представляет собой сочетание мелодичного блэк-метала, церковной музыки и православной иконографии. В 2016 году вместе с Behemoth и Bölzer группа отправилась в концертный тур по Польше под названием Rzeczpospolita Niewierna. В 2017 году группа выступала на фестивалях Wacken Open Air и Brutal Assault. В конце 2018 года на официальной странице Instagram после последнего концерта в оригинальном составе, на котором в последний раз звучали песни с «Litourgiya» было объявлено, что за всё время группа отыграла 165 концертов, съездила в 9 туров, посетила 41 фестиваль в 50 странах, таким образом побывав на четырёх континентах. В концертном составе группы было в общей сложности 8 исполнителей: Драбиковский на соло-гитаре, Крысюк на вокале и Белемюк на барабанах, а также 3 бэк-вокалиста, басист и ритм-гитарист.

### Отмена концертов в России и Беларуси
На апрель 2016 года были запланированы концерты группы Batushka в Москве и Санкт-Петербурге. Сначала концерт был отменён в Санкт-Петербурге, и позже Batushka сообщили, что будет 2 концерта в Москве. Но позже были отменены концерты и в Москве. Спустя несколько дней концерт в Минске также был отменён под давлением христианских организаций.

### Раскол
В декабре 2018 года Кшиштоф Драбиковский разместил на сервисе Youtube видеообращение, в котором обвинил Бартоломея Крысюка в краже аккаунтов сайта группы, инстаграма, социальных сетей и материалов нового альбома группы и бренда в общем. В свою очередь, Крысюк зарегистрировал товарный знак «Batushka».
В мае 2019 года Крысюк выпускает сингл «Полуночница» со своего грядущего альбома. Драбиковский, в свою очередь, выкладывает в сеть полноформатный альбом «Панихида».
12 июля 2019 года состоялся релиз альбома «Господи» на лейбле Metal Blade Records, на котором подписан Крысюк.
7 августа 2020 года Batushka Крысюка выпустили альбом «Раскол» на лейбле Witching Hour Productions.
24 мая 2024 года Верховный суд Польши постановил, что название «Батюшка» (Batushka) принадлежит Драбиковскому, и Крысюк не может использовать это название без его согласия. Крысюк, однако, заявил о планах обжаловать это решение.
9 сентября 2024 года Крысюк объявил, что его группа больше не будет называться «Батюшка» и сменит название на «Патриархъ» (Patriarkh).

## Состав

### До раскола
- Христофор (Кшиштоф Драбиковский) — гитара, бас, вокал, ударные
- Варфоломей (Бартоломей Крысюк) — вокал

### Бывшие участники
- Мартин Белемюк — ударные (2015—2018)

### Концертный состав до раскола
- Евгений Kasprzak — хор (2016—2018)
- Черный Монах (Патрик г.) — хор (2016—2018)
- Jaca (Яцек Вишневски) — хор (2016—2018)
- Палуч (Артур Грассманн) — бас (2016—2018)
- Вдова (Павел Вдовски) — гитара (2016—2018)
- П. (Павел Бартулевич) — гитара (2016)
- Артур Румянский — гитара (2017—2018)
- Jatzo (Яцек Лазаров) — ударные (2018)

### Батюшка Драбиковского
- Кшиштоф Драбиковский (Krzysztof Drabikowskiy) — гитара, бас-гитара, чистый вокал, тексты, продюсирование, арт-директор

 Концертные участники 
- Lykanthrop (Felix Weischer) — вокал (с 2023 года) (Lykanthrop band, Rebel Souls (Live))
- Чёрный Монах (Patryk G.) — хор (c 2018 года)
- Камил Поплавски — хор (2016—2018, с 2019 года)
- Witold Ustapiuk — гитара (c 2018 года) (ex-Hexfire, Perun, Thunderwar)
- Bartosz R. — бас-гитара (c 2016 года)
- Jatzo (Jacek Łazarow) — ударные (c 2018 года) (Altercated, In Extremis)
- Эти участники зачастую и помогают в записи новых песен.

### Batushka Крысюка
- Бартоломей Крысюк (Bartłomiej Krysiuk) — вокал
- Błażej Kasprzak — хор (c 2018 года)
- Архангел Михаил (Michał Staczkun)— хор (c 2024 года) (Ametria)
- Jaca (Jacek Wiśniewsky) — хор (c 2018 года)
- Монах Тарлахан (Rafał Łyszczarz) — гитара, бас-гитара (c 2018 года) (Hore, ex-Hir, Shadohm, I Own the World, Whisperbind)
- P. (Paweł Bartulewicz) — гитара (c 2018 года)
- Jakub "Szatan/Boruta" Sliwowski (Монах Борута) — гитара (c 2020 года) (Hore, ex-Shadohm)
- Лех (Paweł "Virus" Jaroszewicz) — Ударные (c 2018 года) (Antigama, Blindead 23,  Hellium, Pyorrhoea, Redemptor, Soul Snatcher)

- Paluch (Дедушка) (Artur Grassmann) — бас-гитара (2019—2021) (Exit Wounds, Meat Spreader, Squash Bowels, Mucus)
- Krzysztof Klingbein — ударные (Live member в 2019 году) (Totenmesse с 2024 года, ex-Agressor, Deathspawn. Resurrection)

- Лех является самым активным участником этой группы так как он участвует в обоих проекта. В группе Патриарх как постоянный участник, а в группе Батюшка как концертный. Так же Павел является концертным участником многих проектов, в частности, Nargaroth.

## Дискография

### Батюшка Драбиковского
- Литургия (Litourgiya) (2015)
- Панихида (2019)

### Batushka Крысюка
- Господи (Hospodi) (2019)
- Раскол (Raskol) (2020) [EP]
- Чёрная Литургия (Black Litourgiya) (2020)
- Царю Небесный (Carju Niebiesnyj) (2021) [EP]
- МАРИЯ (Maria) (2022, сборник)

### Патриархь
- Раскол (Raskol) (2024) [EP (сентябрь 2024)
- Царю Небесный (Carju Niebiesnyj) (2024) EP (сентябрь 2024)
- Чёрная Литургия (Black Litourgiya) (2024) (концертный альбом) (сентябрь 2024)
- МАРИЯ (Maria) (2024, сборник) (сентябрь 2024)
- Господи (Hospodi) (18 сентября 2024)
- Wierszalin III (15 октября 2024) (лимитированное, 4-х цветное издание на виниле на лейбле Via Nocturna)
- Prorok ILja/Пророк Илия (3 января 2025)